# Leinbach (Hochspeyerbach)
Der Leinbach ist ein gut 14 km langer Bach im Pfälzerwald (Rheinland-Pfalz) und fließt auf seiner gesamten Länge innerhalb des Landkreises Kaiserslautern. Als rechter Zufluss des Hochspeyerbachs gehört er zum Einzugsgebiet des Speyerbachs, eines linken Nebenflusses des Rheins.

## Geographie

### Verlauf
Als oberste Quelle des Leinbachs galt ursprünglich die auf einer Höhe von 470 m gelegene Haidhaldquelle (⊙) unmittelbar östlich der Pfälzischen Hauptwasserscheide und etwa 900 m nordöstlich des Weilers Stüterhof am oberen Südwestabfall des 507 m hohen Leiterbergs. Der kleine Stüterbach läuft schnell westlich den Hang hinab in einen Talendekessel, dabei erreichen ihn von links kurze Zuflüsse. Danach durchfließt er das gesamte nordnordöstlich laufende Stüterlochtal und versickert etwa 2 km nach der Quelle und kurz nach der Passage eines Fischweihers in einer Wiese.
Daher liegt die heute von der Wasserwirtschaftsverwaltung Rheinland-Pfalz anerkannte Hauptquelle auf einer Höhe von 293 m ü. NHN 300 m westlich von Waldleiningen, wo sie sogleich den Seewoog füllt. Der ablaufende Bach passiert, stets in nordöstlicher Richtung fließend, die Ortsgemeinde und bildet dann die Grenze zwischen Waldleiningen und Hochspeyer. Anschließend tritt er in die Gemarkung von Frankenstein ein. Nachdem er die Bundesstraße 39 unterquert hat, mündet er zwischen Frankenstein und Weidenthal auf 227 m Höhe in den Hochspeyerbach.
Der gut 14 km lange Lauf des Leinbachs endet ungefähr 66 Höhenmeter unterhalb seiner Quelle, er hat somit ein mittleres Sohlgefälle von etwa 4,6 ‰.
Die das Leinbachtal umgebenden Berge sind bis 451,5 m – Harter Kopf (⊙) 2,3 km nordwestlich der Leinbach-Quelle – hoch.

### Zuflüsse
Die Leinbach-Zuflüsse sind nicht besonders lang, der Bach wird hauptsächlich durch mehr oder minder ergiebige Quellen gespeist. Die Zuflüsse sind von der Quelle zur Mündung aufgelistet mit orographischer Mündungsseite, Länge und Einzugsgebiet.
- Bach vom Mittelborner Woog (links), 0,3 km und 0,92 km², entspringt dem Schreinerbrunnen
- Protztalbach (rechts), 0,3 km und 0,84 km², entwässert den Protztalbrunnen
- Ungertalbach mit Oberlauf Wassertalbach (rechts), 4,0 km und 7,00 km², entwässert den Ungerbrunnen und den Wassertalbrunnen
- Finsterbach (links), 0,3 km und ca. 0,41 km², entspringt dem Finsterbrunnen
- Bittenbach (rechts), 1,6 km und 2,08 km²

## Geschichte

### Name
Der Name des Gewässers entstand im Mittelalter und nimmt Bezug auf den „Leinbaum“. So wurde damals in der Gegend sowohl der Spitzahorn als auch die Sommerlinde bezeichnet, zwei Baumarten, die an den Ufern der pfälzischen Bäche häufig vorkamen.

### Wooge und Mühlen
Im gesamten Verlauf des Leinbachs wurden im 19. Jahrhundert zum Zwecke der Trift von Scheitholz verschiedene Wooge und Klausen angelegt, die beiden Klausen, die hier der Vollständigkeit halber genannt werden, in Seitentälern. Die sechs Wooge und zwei Klausen dienten in Zeiten geringer Wasserführung der Speicherung und Abgabe von Wasser. Sie sind hier in Fließrichtung des Leinbachs aufgeführt.
1. Der Seewoog erstreckt sich entlang der Landesstraße 504 am Ortsrand von Waldleiningen wenige Meter unterhalb der Leinbachquelle. Er wurde 1820 angelegt.

Die Mittelborner Klause liegt nördlich des Seewoogs im unteren Mittelborner Tal. Dort wurde der kleine Bach Mittelborn aufgestaut, der seinen Ursprung im Schreinerbrunnen hat und beim Seewoog in den Leinbach mündet. Die Klause wurde 1846 errichtet und fasste 326 m³.
1. Der Felsentaler Woog besitzt ein gut erhaltenes Absperrbauwerk aus Sandsteinmauern, ist aber seit langer Zeit abgelassen. Er stammt von 1832/33 und besaß eine Kapazität von 2980 m³.

Die Ungertaler Klause staute einen Zufluss zum Leinbach aus dem Ungertal. Sie wurde 1844/45 erbaut und fasste 1590 m³.
1. Der Finstertaler Woog, auch Oberer Biedenbacher Woog, weist seitlich eine nachträglich angebrachte Aufstiegshilfe für Fische auf.
2. Der Tiefenthaler Woog wurde auch Mittlerer Biedenbacher Woog genannt.
3. Der Biedenbacher Woog etwa 2 km oberhalb der Leinbachmündung besitzt ebenfalls seitlich eine nachträglich angebrachte Aufstiegshilfe für Fische. Er wurde 1838 erbaut und ist mit 6448 m³ Fassungsvermögen (bei einer Länge von 270 m) das bekannteste Stauwerk des Leinbachs. Am Woogufer findet jedes Jahr im Sommer ein Triftfest statt, das zur Veranschaulichung der Holztrift dient.
4. Der Mühlwoog versorgte als Wasserspeicher die frühere Bordmühle, seine Wasserfüllung diente aber auch der Trift. Sein Damm liegt oberhalb der Mühle ungefähr 150 m vor der Einmündung des Leinbachs in den Hochspeyerbach. Mit 483 m ist er der längste Woog des Leinbachs, sein Fassungsvermögen dürfte bei knapp 7000 m³ gelegen haben. Heute ist er stark versandet.

Gänzlich aufgegeben wurden die Mittelborner Klause sowie der Felsentaler und der Tiefenthaler Woog; die restlichen Anlagen sind immer noch ganz oder teilweise mit Wasser gefüllt.

### Ritterstein
Links des mittleren Leinbachs steht der Ritterstein 263 (⊙) zum Gedenken an den Forstmeister Emil Haupt als Mitglied des Pfälzerwald-Vereins.